# 7311 Хілдеган
7311 Хілдеган (7311 Hildehan) — астероїд головного поясу, відкритий 14 жовтня 1995 року.
Тіссеранів параметр щодо Юпітера — 3,310.